# 웨이벌리 (소설)
웨이벌리(Waverley)는 월터 스콧에 의해 쓰여진 역사 소설이다. 스콧의 데뷔 소설로 익명으로 출간되었으며, 서양에서 최초의 역사 소설로 여겨지곤 한다. 이 작품은 스콧이 나중에 편찬한 소설들이 “웨이벌리의 작가의 작품”으로 알려지면서 유명해졌다. 같은 시기에 비슷한 주제로 쓰여진 그의 작품 시리즈물은 총괄하여 “웨이벌리 소설”로 알려지게 되었다.

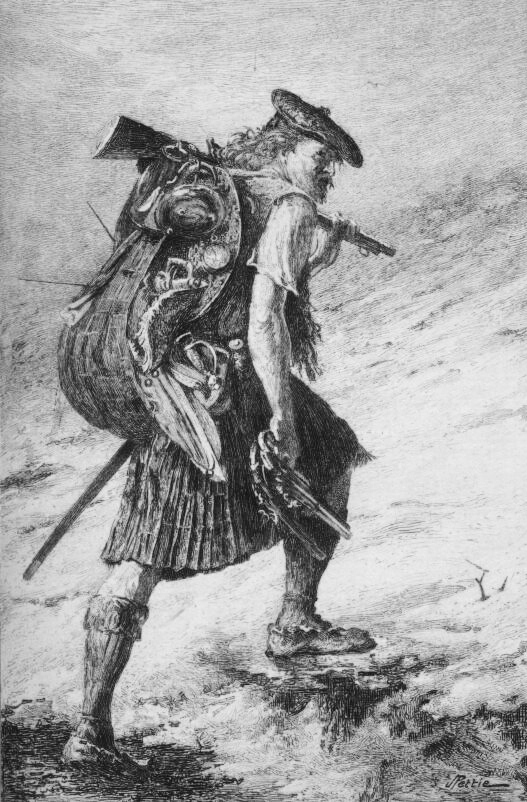
J.Pettie가 그린 1893년 판의 일러스트.

## 줄거리

### 배경
“보니 프린스 찰스”로 알려진 찰스 에드워드 스튜어트를 옹립하여 스튜어트 왕가를 복권시키려 했던 1745년 일어났던 최후의 재커바이트의 난이 배경이 된다. 영국의 젊은 몽상가이자 군인인 에드워드 웨이벌리는 이 해 스코틀랜드로 보내진다. 그는 영국 남부의 귀족가인 웨이벌리 가문에서 처음에는 롤랜드 지방과 가족의 벗 브래드워딘 남작의 집으로, 다음으로 하일랜드와 반란의 중심, 그리고 여파 속으로 떠난다.

### 요약
에드워드는 그의 삼촌인 에버라드 웨이벌리에 의해 길러졌는데, 그는 웨스트민스터 인근의 하노버 왕가를 위해 일한 휘그당이었던 에드워드의 아버지와는 반대로 가문의 전통적인 토리당과 재커바이트의 지지를 고수했던 사람이었다. 에드워드는 하노버 군의 장교직에 제수되어 던디에 발령되었고, 즉시 그의 삼촌의 재커바이트쪽 동료였던 브래드워딘을 방문했으며, 사랑스러운 귀족의 영애 로즈를 만났다.
하일랜드 원주민들이 브래드워딘의 성을 방문했을 때, 에드워드는 흥미가 동해 맥-아이버 씨족의 산굴을 찾아가고, 치프테인 퍼거스와 반란을 준비하는 열렬한 재커바이트로 변모하게 되는 그의 여동생 플로라를 만난다. 하지만 에드워드는 초과 체류를 하게 되고 고소되어 탈영, 반역죄로 체포되고 만다. 하일랜드 주민들은 호송 중이던 그를 구해내 그가 보니 프린스 찰리를 만난 홀리루드 궁전 내 둔 성의 재커바이트 근거지로 그를 데려다 준다. 아름다운 플로라 맥-아이버의 격려 하에, 에드워드는 재커바이트 조직으로 전향하여 1745년 9월의 프레스턴팬즈 전쟁에 참여하게 된다. 작중에서 이 전쟁은 자세하게 진술된다. 불빛과 불발되기 일쑤인 총들에 의연한 채로, 하일랜드군은 돌격을 계속하나 중심부가 늪에서 옴짝달싹 못하게 되고 병사들의 차이나는 전진 속도가 그들의 행렬을 “V”자로 만든다. 그러던 와중, 수많은 군인이 늪에 휘말리게 되는데, 그 중 하나가 웨이벌리가 목숨을 구해 말에 태운, 또 삼촌의 가까운 벗으로 밝혀지는 하노버 탤벗 대령이었다. 재커바이트가 1746년에 패배했을 때, 탤벗은 에드워드에게 은혜를 갚기 위해 참전했던 것이다. 퍼거스 맥-아이버가 사형을 선고받은 칼라일에서의 재판에 참여한 후, 에드워드는 사랑했던 플로라에게 구혼을 했으나 거부당하고, 대신 1707년 연합법을 정착시킴으로써 근대 스코틀랜드를 상징하게 된 브래드워딘의 딸, 로즈와 결혼하게 된다.

## 등장인물
- 맥-아이버 씨족 ( MacIvor, M'Ivor)

- 치프테인 퍼거스 맥-아이버

- 퍼거스의 여동생, 퍼거스 맥-아이버

- 에버라드 웨이벌리 경

- 주인공, 에드워드 웨이벌리

- 브래드워딘 남작

- 남작의 딸, 로즈 브래드워딘

- 보니 프린스 찰스

- 데비 갤라틀리

## 주제

### 관용
스콧의 작품은 18세기 계몽의 영향을 보여준다. 그는 모든 인간이 기본적으로 계층, 종교, 정치, 혈통에 크게 개의치 않는다고 생각했다. 관용은 그의 역사소설의 주요한 주제이다. 웨리벌리 소설은 과거의 전통을 거부하지 않으면서 진보하는 사회에 대한 그의 믿음을 표출한다. L.J.Swingle의 말에 의하면 그는 소작농, 상인, 군인, 그리고 군주 캐릭터를 공감적이고 사실적으로 묘사한 첫 번째 작가였다.
판이한 것들의 독특한 환경 내의 로맨티스트 탐구는 그 시기의 작품 안의 특정한 정신적 성향이나 생각의 중요한 전환이 몇 종류의 “종”의 확인에 의해 자주 표시되는 이유를 설명하기 위함이라 생각된다. 가장 극적인 예로 프랑켄슈타인을 들 수 있는데, 주인공이--스콧의 에드워드 웨이벌리와 같이 역설되는 두 개의 가능한 사실 사이에서 흔들린 후— 결국은 자신의 정체성을 찾아낸다.
문학 비평가 Alexander Welsh는 스콧이 그의 소설에서 유사한 집착들을 보여준다고 시사한다. 웨이벌리 시리즈 소설의 여주인공은 크게 두 종류로 나뉜다: 금발과 흑갈색의 머리칼로, 빛과 어둠의 경계는 세익스피어의 연극의 절차를 밟긴 하나, 그보다 훨씬 와화된 모습으로 나타낸다.

### 여주인공
스콧 작의 적합한 여주인공은 금발이다. 그녀의 역할은 나중에 그녀와 결혼하게 되는 소심한 영웅의 그것과 일치한다. 그녀는 굉장히 아름답고, 또 신중하다. 소심한 영웅과 똑같이, 그녀는 사건의 중심에서 고통받나, 좀처럼 그것을 떨쳐내지 않는다. 몇몇의 흑발 여주인공들은 역시나 아름답지만, 자신의 감정에 억압되지 않는다...그녀들은 이유를 찾으려고 하며, 거기에 열정을 보인다.
이것은 웨이벌리에서 두드러진다. 로즈는 결혼하기 적합한 인물이다. 플로라는 지나치게 열정적이다. 그러나, 우리는 첫째로 Welsh란 인물의 유형 분류 체계가 낡았고, 그 자신이 웨이벌리 소설이란 것에 지나치게 얽매이고 있다는 것을, 둘째로 스콧은 웨이벌리와 같은 영웅들에 의해 종종 무시되곤 하는 여성 캐릭터의 감정과 열정을 인정하였다는 것을 알아두어야만 한다.
Merryn Williams는 캐릭터에 대한 다른 해석을 제시한다. 영웅의 소극성을 인정하면서, 그녀는 스콧 작품 내의 여성들이 19세기의 독자들을 완벽하게 만족시켜 주었다고 주장한다. 그녀들은 보통 남성들보다 도덕적이었으나 그들을 무시하지 않았고, 자신에 대한 만족(심지어는 의무에 대해서도)은 충만했다. 그러므로, 플로라는 웨이벌리는 거부했으나 어떤 식으로도 퍼거스에게는 그러지 않았을 것이고, 어떠한 묘책을 남겨두었을 것이다. 후자가 죽고 난 후에도.

### 유머
웨이벌리의 첫 다섯 챕터는 그것에 대한 스콧의 평 때문에 종종 음침하고 흥미가 떨어지는 부분으로 받아들여지곤 한다. 그러나, John Buchan은 이 소설이 “재치와 엉뚱함의 폭동”이라고 생각했다. 언뜻 보기에는 소수자의 의견이다. 하지만 스콧은 실제로 재미있는, 아니 최소한 피카레스크 소설의 전례를 따라 소설을 쓰려 했다. 다이어가 주마다 쓴 편지에 나와 있는 정보 교환에 대한 의견, 변호사의 이름인 클리퍼스, 에버라드의 막내 여동생, 에밀리 에 대한 집착과 구애는 모두 이것을 입증한다.
스콧은 사울을 피해 아둘람의 도시 인근의 동굴로 피신한 다윗과 그의 지지자들에 대한 구약성서의 내용을 참고했다. 재커바이트 군이 잉글랜드 북부를 통과해 남쪽으로 진군할 때, 그들은 영국 재커바이트 군에게나 토리당원들에게나 환희에 찬 지지보다는 불신과 의심의 대상이 었다. 보수파와 결사대가 약간 합류했고, 브래드워딘 남작은 그들이 아둘람 동굴의 다윗 추종자들이라고 생각하며 괴로워하는, 빚을 진, 그리고 불만과 의심에 가득 찬 그들을 모두 환영했다. 그는 그들이 차별과 탐탁치 않은 시선 속에 살아가는 자신과 그들 스스로를 구원해 줄 강인한 사람들이라고 믿었다.

### 내전의 공포
웨이벌리 가족은 17세기 중반의 잉글랜드 내전에 의해 갈라졌다. 웨이벌리에서 내전의 공포는 단지 역사적 사실을 나타내는 장치인 것은 아니다. 스콧 내부의 원시적인 공포가 표현되는 것 데 이는 소설에서의 다양한 암시에 의해 드러날 뿐만 아니라 챕터71에서의 헨리 5세와 6세의 직접적인 언급을 통해서도 나타난다.

### 키호티즘
에드워드 웨이벌리는 세상에 대한 그의 관점이 독서를 통해 형성되었다는 것, 다시 말해 호기심만으로 가득찬 위험천만하기 그지없다는 것이라는 점에서 돈키호테와 유사하다. 스콧이 도가들에게 이러한 메시지를 남겨놓았음에도 불구하고:
내가 웨이벌리의 추구를 섬세하게 그려냈다는 점에서, 그리고 그 추구가 그의 상상력과 연관되어 있다는 점에서 독자는 내가 세르반테스를 모방하고 있다고 생각하고 그것을 부정적으로 받아들일지도 모른다. 하지만 나는 그 대문호를 따르려는 것이 아니다. 그의 표현방식과 비슷한 것을 채택하고 있긴 하나, 그것은 단지 내 작품의 로맨틱한 점과 색채를 살리기 위함이다.

## 동명
- 메릴랜드 볼티모어의 지역명"웨이벌리"는 이 소설의 이름을 본따 만들어졌다.

- 펜실베이니아주의 웨이 벌리는 국립 유적지에 등록되어 있으며 이 소설에서 그 이름을 따 왔다.

- 에딘버러의 웨이벌리 역, 웨이벌리 공원 거리, 에딘버러와 칼라일 사이의 웨이벌리 라인, 외륜선 웨이벌리는 모두 이 소설에서 그 이름을 따 왔다. 스콧 기념비가 역 근처에 있다.

- 뉴욕시 그리니치 빌리지의 웨이벌리(Waverly) 플레이스는 1833년 이 소설을 위해 명명되었는데, 스콧이 사망한 지 1년이 지난 후에 이름이 잘못 표기되었다.

- 에딘버러의 맥닐븐 앤 카메론이 만든 웨이벌리 펜은 이 소설의 이름을 딴 것으로 1864년부터 판매되었다.

- 뉴질랜드 웨이벌리시는 이 소설에서 그 이름을 따 왔다.

- 오하이오 주 웨이벌리라는 도시는 이 소설의 이름을 따서 명명되었다.

- 웨이벌리(미시시피 서쪽 지점)는 소설이 나온 후에 지명되었다.

- 네버러의 웨이벌리라는 도시는 소설의 이름을 따서 명명되었다. 몇몇의 거리 또한 소설에서 그들의 이름을 얻었다.

- 웨이벌리(메릴랜드 매리엇스빌), 미국의 1700년대 노예 농장.

- 시드니 뉴 사우스 웨일즈의 웨이벌리, 오스트레일리아 웨이벌리라는 이름은 Barnett Levey (또는 Levy) (1798-1837)가 1827년 Old South Head Road 근처에 건설한 주택에서 사용된다.

- Waverley House라는 책은 소설 웨이벌리에서 월터 스콧이 쓴 책이다.

## 잡다한 것
- 웨이벌리의 "퍼거스 맥-아이버"의 캐릭터는 글렌가리의 화려한 Chieftain Alexander Ranaldson MacDonell에게서 그려졌다. 임금의 스코틀란드 방문 동안에, 글렌가리는 계획없던 몇몇 극적인 침입을 이끌었다.

- "스코트는 웨이벌리의 저자"라는 명제는 Bertrand Russell이 자신의 논문 "On Decoting"에서 발표한 것 중 하나이다.

- "무고한", 또는 "멍청이"로 묘사 된 데비 갤라틀리의 성격은 Udny's Fool의 지주인 Jamie Fleeman을 기반으로 한 것으로 생각된다.

## 참고
웨이벌리는 세 가지 판본이 있다. Edinburgh: Printed by James Ballantyne and Co. For Archibald Constable and Co. Edinburgh; And Longman, Hurst, Rees, Orme, and Brown, London, 1814.